# Estação Olympiades
Olympiades é uma estação da linha 14 do Metrô de Paris, localizada no 13.º arrondissement de Paris.

## Localização
A estação está estabelecida no subterrâneo, no cruzamento da rue de Tolbiac e da rue Nationale.

## História
A estação foi aberta ao público no dia 26 de junho de 2007, durante a extensão da linha 14 depois da Bibliothèque François-Mitterrand. Esta é a 9ª e a última estação aberta na linha.
A estação Olympiades foi prevista desde o início do projeto Meteor em 1989 (sob o nome de "Tolbiac - Nationale"), no quadro de uma ligação entre Saint-Lazare e Maison Blanche. Por razões orçamentais, a linha 14 só foi aberta ao público em 1998 entre as estações Madeleine e Bibliothèque François-Mitterrand. No entanto, a grande obra foi realizada a fim de constituir um pequeno pátio de manutenção para os trens da linha no lugar da estação atual.
Finalmente, a extensão da linha 14 para a estação Olympiades foi decidida e financiada. As obras de construção começaram em maio de 2001 e duraram seis anos para estender o pátio para além da estação atual — envolvendo a escavação de um novo sítio de manutenção e de um novo túnel de 680 m de comprimento, de um único tubo e recebendo as duas vias de circulação de modelo urbano —, para criar e construir a estação em si e para permitir a exploração comercial do trecho Bibliothèque François-Mitterrand - Olympiades. O canteiro foi adiado em quase um ano devido a um deslizamento de terra no pátio da escola Auguste Perret, rue Auguste-Perret, em 15 de fevereiro de 2003, causada pela perfuração do túnel, mas também devido a problemas em alguns automatismos.
Originalmente agendada para junho de 2006, com a inauguração da estação teve lugar em 25 de junho de 2007 às 18: 30 e a inauguração ocorreu em 26 de junho, na abertura da rede.
A estação leva o nome do conjunto de imóveis situado no coração do 13.º arrondissement, a leste da estação Tolbiac da linha 7. O nome escolhido também tem causado tensões entre a RATP, a Cidade de Paris e o Comitê Nacional Olímpico e Esportivo Francês (proprietário do nome); um acordo no início de julho de 2006 foi permitido para encontrar uma solução de compromisso sobre o uso desta marca registrada dentro do quadro limitado do transporte público.
Em 2011, 7 245 724 passageiros entraram nesta estação. Ela viu entrar 6 886 845 passageiros em 2013, o que a coloca na 45ª posição das estações de metrô por sua frequência.

## Serviços aos Passageiros

### Acessos
O acesso às plataformas se faz por um poço comportando três níveis, o primeiro para a venda de ingressos, o segundo como mezanino permitindo uma vista das vias e o terceiro ao nível das plataformas. Os níveis são ligados por escadas e escadas rolantes de um lado para o outro do poço vertical.

### Plataformas
A arquitetura da estação foi confiada ao gabinete de arquitetos "ar.thème associés", de acordo com os princípios definidos por Bernard Kohn para toda a linha 14 desde 1991. A estação Olympiades é portanto conforme as outras estações da linha tanto pela escolha dos materiais (abóbadas em concreto claro, madeira nos tetos, etc.) que a iluminação e a altura sob o teto e as plataformas mais largas do que a média do metrô parisiense. No entanto, assim como as outras estações, ela possui alguns toques que lhe são próprios e definem a sua identidade visual, como a iluminação laranja da parede no fim da plataforma direção Bibliothèque.

### Intermodalidade
A estação Olympiades está em correspondência com as linhas 62, 64 e 83 da rede de ônibus RATP na parada "Olympiades".
As paradas das linhas 62 e 83 foram chamadas inicialmente "Tolbiac - Nationale" e foram renomeadas em previsão da abertura da estação de metrô. A linha 64 foi criada em 23 de abril de 2007.

## Pontos turísticos
A estação Olympiades serve um bairro densamente povoado do sul parisiense, mal servido pelo metrô e que constitui em parte o bairro asiático de Paris. Serve também o Centro Pierre-Mendès-France, centro universitário ligado à Universidade de Paris 1 Panthéon-Sorbonne, a UFR de Geografia, História, Ciências Sociais e a UFR de Ciências Sociais da Universidade de Paris VII Denis-Diderot, a École supérieure de journalisme de Paris e o Lycée Claude-Monet.

## Projeto
A extensão da linha 14 além da estação Olympiades foi mencionado pela primeira vez, via estação Maison Blanche, para uma tomada de um dos ramais ao sul da linha 7. Finalmente, o projeto do Grand Paris Express previu a extensão da linha 14 até a Estação Aéroport d'Orly no Aeroporto de Orly com uma parada na futura estação Villejuif - Gustave Roussy em Villejuif, em futura correspondência com a linha 15 circular.
Durante essa extensão da linha 14 ao sul para Orly, Olympiades se tornou então, desde 2024, uma estação de passagem.
Neste quadro, foi planejado para se criar um acesso secundário a leste da estação construindo um acesso mecanizado para a subida e a descida entre o mezanino e a calçada. A saída será situada na calçada par da rue de Tolbiac, na localização de uma saída de emergência existente que será deslocada. Está previsto também a renovar o acesso principal dotando de uma nova escada fixa sobre a calçada da rue de Tolbiac, a oeste do acesso principal. Esta escada fixa será implantada entre a sala de bilhetes e o viário. Estas renovações foram concluídas em 2017.

Galeria de fotografias
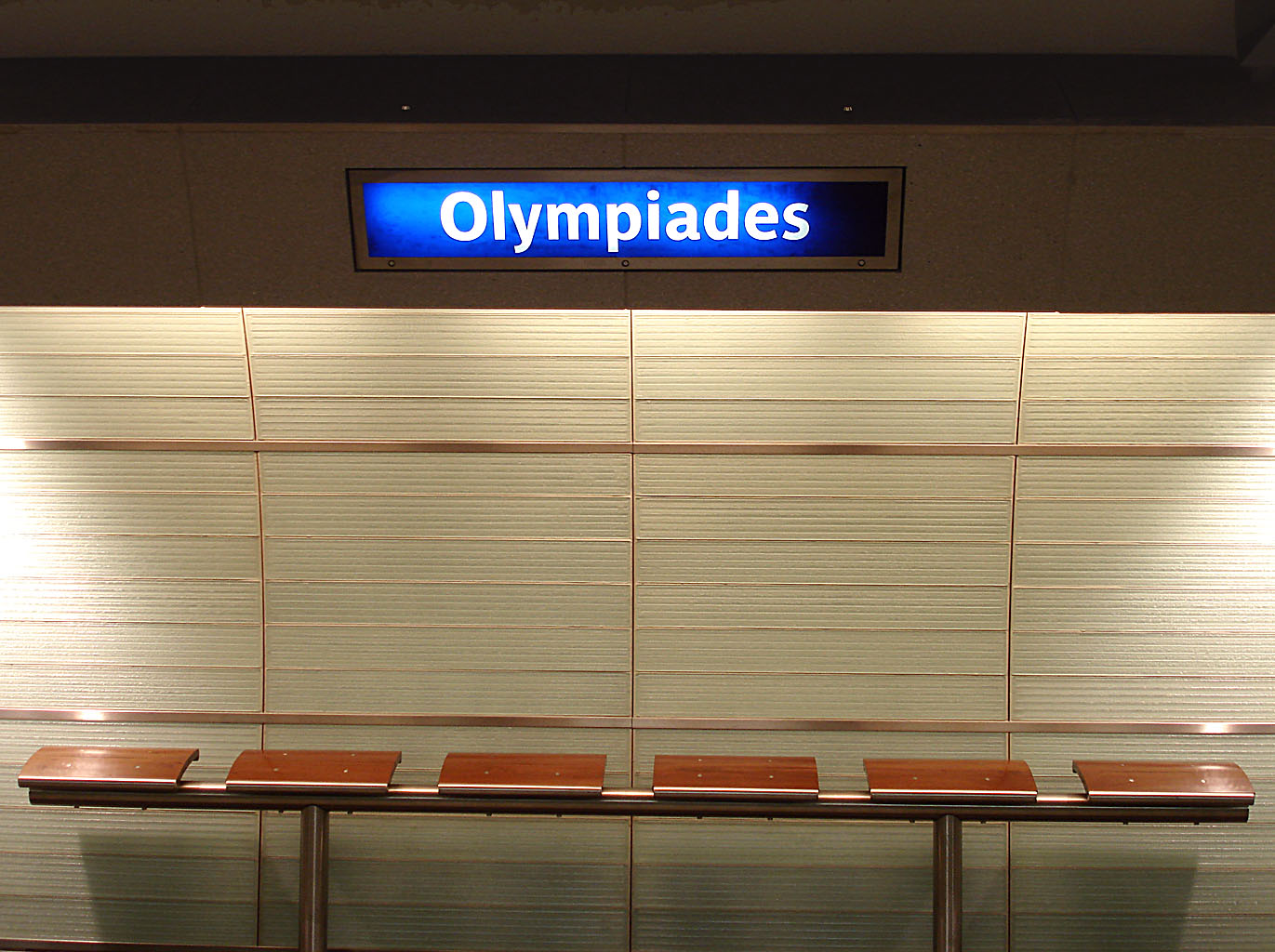
Banco.
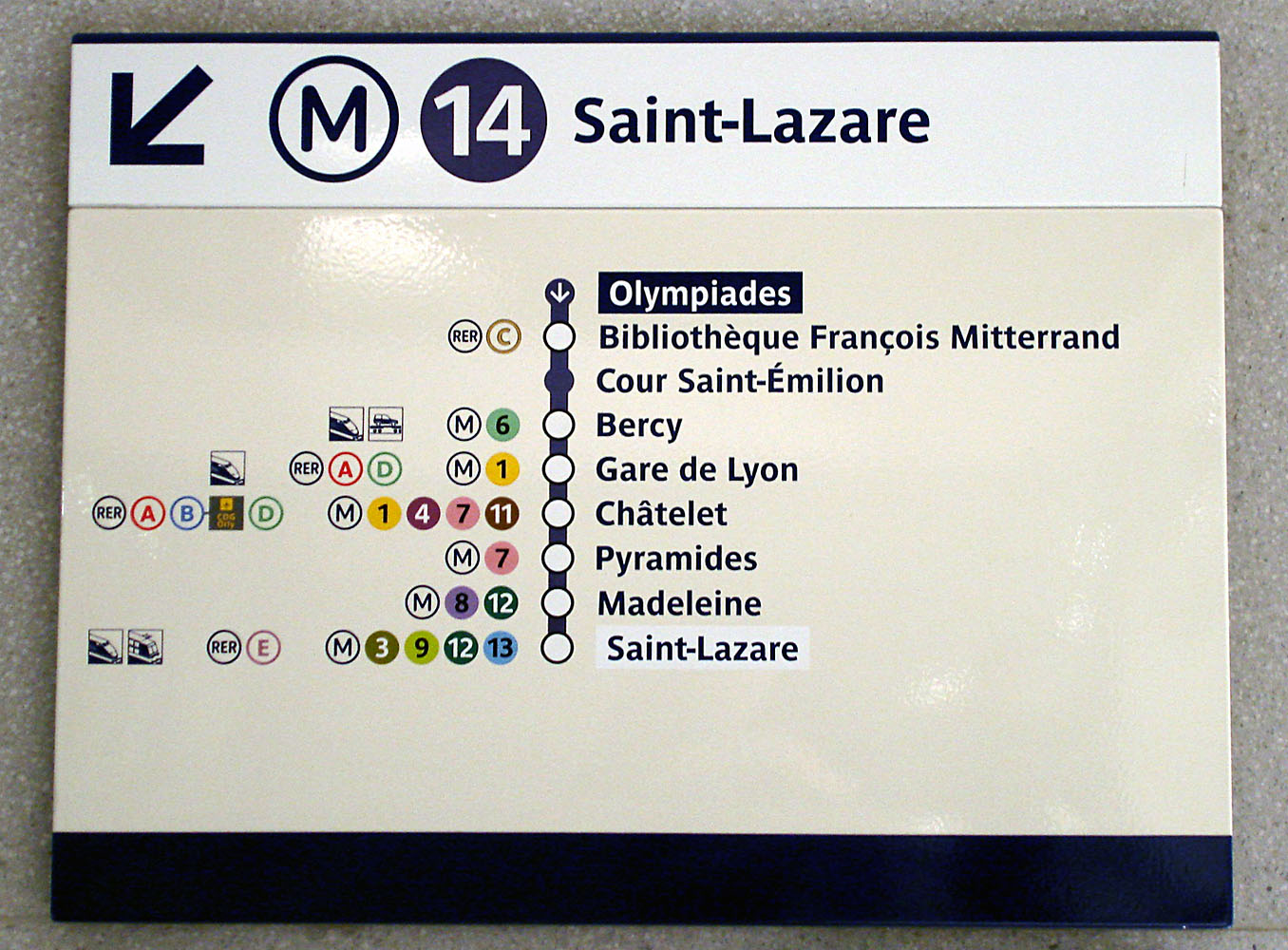
Painel listando as estações.
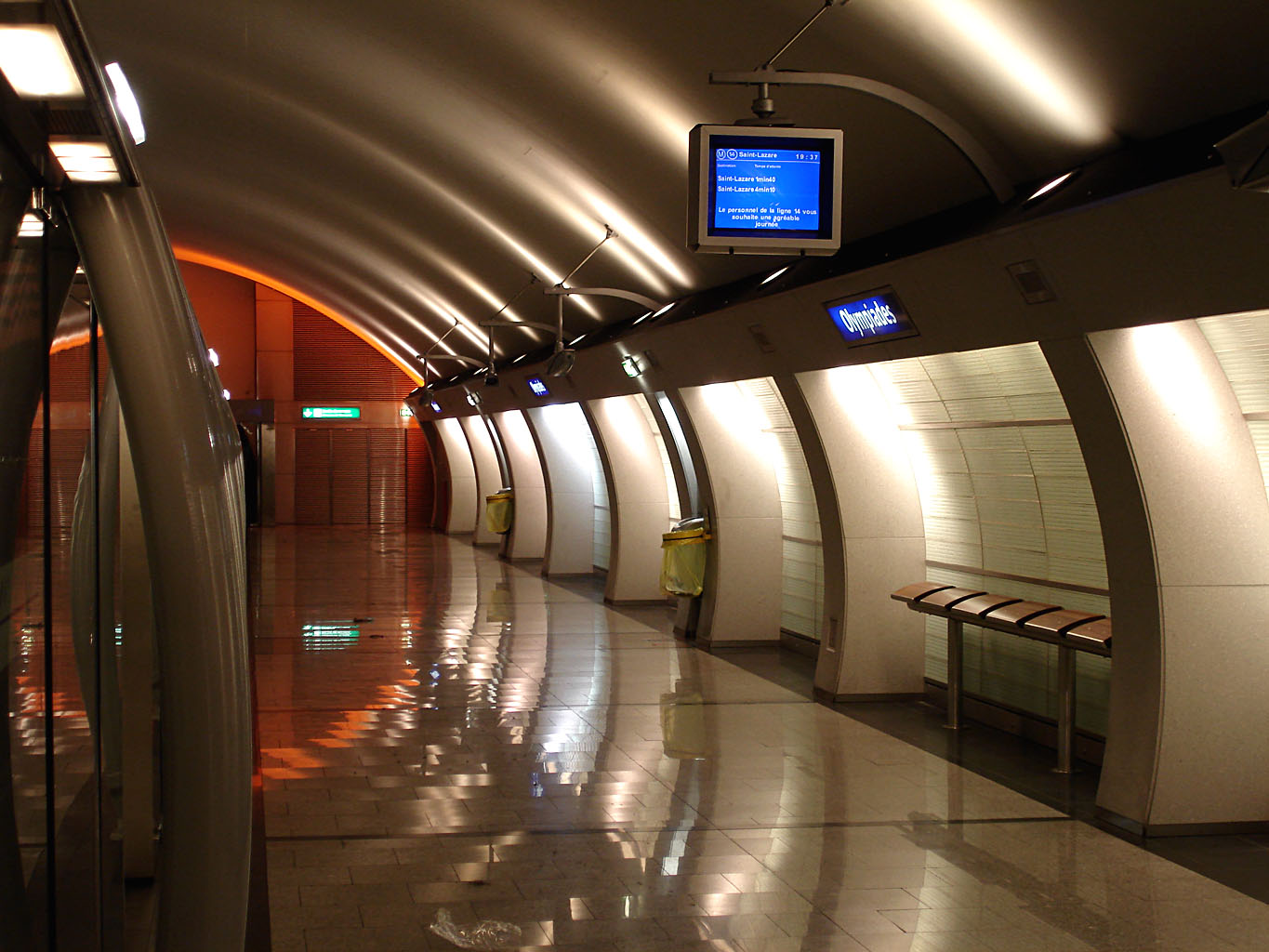
Plataforma de partida, vista para Saint-Lazare.
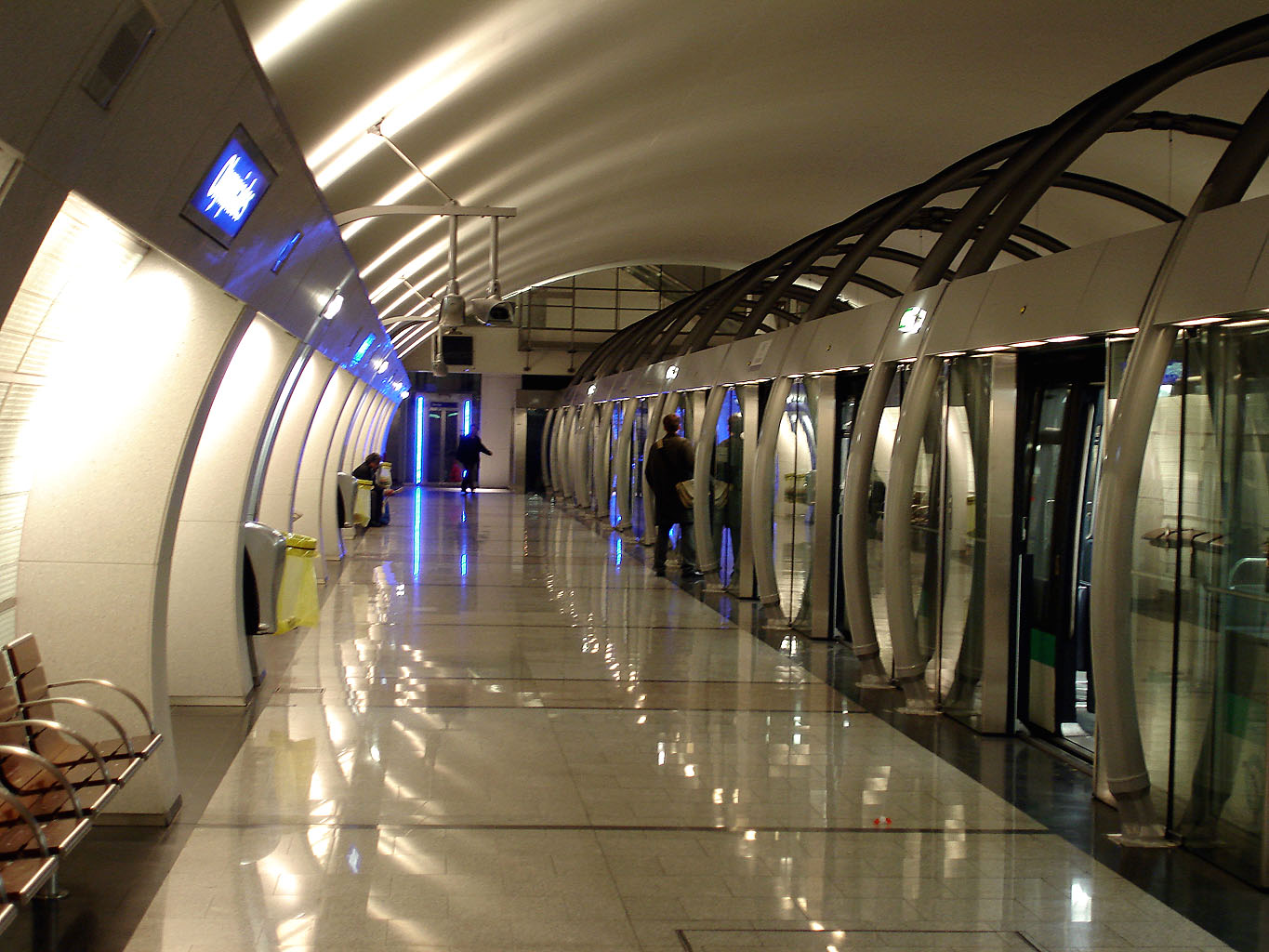
Plataforma de partida, vista para o terminal.